# 후쿠하라촌 (사이타마현)
후쿠하라촌(福原村)은 사이타마현 이루마군에 있던 촌이다. 

## 지리
- 현재의 가와고에시의 남동부에 해당한다. 사이타마현을 관통하는 사이타마현 도로 6호 가와고에토코로자와선을 중심으로 전개된 지역이다.
- 주로 무사시노대 지상의 마을이며, 마을 북부를 도시라즈강이 흐르고 있다.

## 역사
- 1889년 4월 1일 - 정촌제 시행에 의해 이루마군 후쿠하라촌이 성립하였다.
- 1955년 1월 1일 - 가와고에시에 편입되었다.

## 참고문헌
- 角川日本地名大辞典